# Barcin
Barcin é um município da Polônia, na voivodia da Cujávia-Pomerânia e no condado de Żnin. Estende-se por uma área de 3,70 km², com 7 468 habitantes, segundo os censos de 2019, com uma densidade de 2018 hab/km².